# Nairo Quintana
Nairo Alexander Quintana Rojas (* 4. února 1990) je kolumbijský profesionální silniční cyklista jezdící za UCI ProTeam Arkéa–Samsic.

## Kariéra

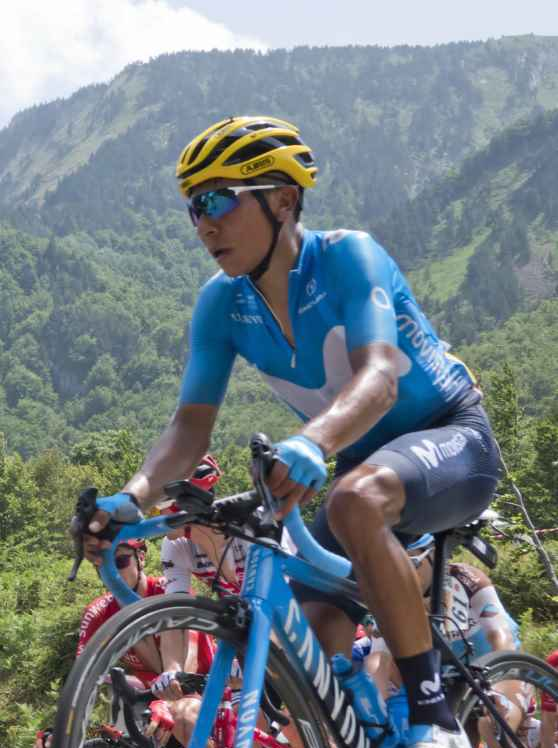
Nairo Quintana během Tour de France 2019

Svoje cyklistické schopnosti začal rozvíjet, když jezdil od patnácti do osmnácti let do školy na kole přes dlouhé a náročné stoupání. Jeho prvním profesionálním úspěchem bylo vítězství v závodě jezdců do 23 let Tour de l'Avenir v roce 2010. Roku 2012 se poprvé zúčastnil akce Grand Tour, když za tým Movistar odjel závod Vuelta a España 2012. O rok později dosáhl svého největšího úspěchu, když při svém debutu na Tour de France vyhrál etapu s horským dojezdem, skončil celkově na druhém místě a získal puntíkovaný i bílý trikot. Výborné druhé místo o pouhých 1:12 minuty za vítězným Chrisem Froomem pak vybojoval také na Tour de France 2015. V roce 2022 byl pozitivně testován na tramadol. Po vleklé dopingové aféře se pokouší vrátit do pelotonu na jaře 2024.

## Úspěchy

#### Výsledky na etapových závodech
| Výsledky na Grand Tours        |      |      |      |      |      |      |      |      |      |      |      |      |      |      |
| Grand Tour                     | 2011 | 2012 | 2013 | 2014 | 2015 | 2016 | 2017 | 2018 | 2019 | 2020 | 2021 | 2022 | 2023 | 2024 |
| Giro d'Italia                  | —    | —    | —    | 1    | —    | —    | 2    | —    | —    | —    | —    | —    | —    | 19   |
| Tour de France                 | —    | —    | 2    | —    | 2    | 3    | 12   | 10   | 8    | 17   | 28   | 6    | —    |      |
| Vuelta a España                | —    | 36   | —    | DNF  | 4    | 1    | —    | 8    | 4    | —    | —    | DNS  | —    |      |
| Výsledky na etapových závodech |      |      |      |      |      |      |      |      |      |      |      |      |      |      |
| Závod                          | 2011 | 2012 | 2013 | 2014 | 2015 | 2016 | 2017 | 2018 | 2019 | 2020 | 2021 | 2022 | 2023 | 2024 |
| Paříž–Nice                     | —    | —    | 15   | —    | —    | —    | —    | —    | 2    | 6    | —    | 5    | —    | —    |
| Tirreno–Adriatico              | —    | —    | —    | 2    | 1    | —    | 1    | —    | —    | —    | 12   | —    | —    | —    |
| Volta a Catalunya              | 103  | 26   | 4    | 5    | —    | 1    | —    | 2    | 4    | NS   | 14   | 4    | —    | DNF  |
| Kolem Baskicka                 | —    | —    | 1    | —    | 4    | 3    | —    | 5    | —    | NS   | —    | —    | —    | —    |
| Tour de Romandie               | —    | —    | —    | —    | 8    | 1    | —    | —    | —    | NS   | —    | —    | —    | —    |
| Critérium du Dauphiné          | —    | 38   | —    | —    | —    | —    | —    | —    | 9    | DNF  | 18   | —    | —    |      |
| Tour de Suisse                 | —    | —    | —    | —    | —    | —    | —    | 3    | —    | NS   | —    | —    | —    |      |

#### Výsledky na klasikách
| Monument                 | 2012                              | 2013                              | 2014                              | 2015                              | 2016                              | 2017                              | 2018                              | 2019                              | 2020                              | 2021                              | 2022 | 2023 | 2024 |  |
| ------------------------ | --------------------------------- | --------------------------------- | --------------------------------- | --------------------------------- | --------------------------------- | --------------------------------- | --------------------------------- | --------------------------------- | --------------------------------- | --------------------------------- | ---- | ---- | ---- |  |
| Milán – San Remo         | Nezúčastnil se během své kariéry. | Nezúčastnil se během své kariéry. | Nezúčastnil se během své kariéry. | Nezúčastnil se během své kariéry. | Nezúčastnil se během své kariéry. | Nezúčastnil se během své kariéry. | Nezúčastnil se během své kariéry. | Nezúčastnil se během své kariéry. | Nezúčastnil se během své kariéry. | Nezúčastnil se během své kariéry. |      |      |      |  |
| Kolem Flander            | Nezúčastnil se během své kariéry. | Nezúčastnil se během své kariéry. | Nezúčastnil se během své kariéry. | Nezúčastnil se během své kariéry. | Nezúčastnil se během své kariéry. | Nezúčastnil se během své kariéry. | Nezúčastnil se během své kariéry. | Nezúčastnil se během své kariéry. | Nezúčastnil se během své kariéry. | Nezúčastnil se během své kariéry. |      |      |      |  |
| Paříž–Roubaix            | Nezúčastnil se během své kariéry. | Nezúčastnil se během své kariéry. | Nezúčastnil se během své kariéry. | Nezúčastnil se během své kariéry. | Nezúčastnil se během své kariéry. | Nezúčastnil se během své kariéry. | Nezúčastnil se během své kariéry. | Nezúčastnil se během své kariéry. | Nezúčastnil se během své kariéry. | Nezúčastnil se během své kariéry. |      |      |      |  |
| Lutych–Bastogne–Lutych   | —                                 | 50                                | —                                 | 83                                | —                                 | —                                 | —                                 | —                                 | —                                 | —                                 |      |      |      |  |
| Giro di Lombardia        | 11                                | 16                                | —                                 | —                                 | —                                 | 9                                 | —                                 | —                                 | —                                 |                                   |      |      |      |  |
| Klasika                  | 2012                              | 2013                              | 2014                              | 2015                              | 2016                              | 2017                              | 2018                              | 2019                              | 2020                              | 2021                              | 2022 | 2023 | 2024 |  |
| Amstel Gold Race         | —                                 | DNF                               | 33                                | —                                 | —                                 | —                                 | —                                 | —                                 | NS                                | —                                 |      |      |      |  |
| Valonský šíp             | —                                 | 59                                | —                                 | 76                                | —                                 | —                                 | —                                 | —                                 | —                                 | —                                 |      |      |      |  |
| Clásica de San Sebastián | 83                                | 36                                | —                                 | —                                 | —                                 | —                                 | —                                 | —                                 | NS                                | —                                 |      |      |      |  |

| —   | Nezúčastnil se |
| DNF | Nedokončil     |
| NS  | Nekonalo se    |